# Liste der Bodendenkmäler in Burscheid
Die folgende Liste der Bodendenkmäler in Burscheid enthält die offiziellen Bodendenkmäler auf dem Gebiet der Stadt Burscheid, Rheinisch-Bergischer Kreis, Nordrhein-Westfalen (Stand: März 2017).

## Bodendenkmäler
| Bild           | Bezeichnung                                       | Lage                          | Beschreibung                                                                         | Bauzeit    | Eingetragen seit | Denkmal- nummer |
| -------------- | ------------------------------------------------- | ----------------------------- | ------------------------------------------------------------------------------------ | ---------- | ---------------- | --------------- |
| weitere Bilder | Eifgenburg                                        | Sträßchen Eifgenbachtal Karte | dreieckförmige Ringwallanlage aus dem 10./11 J. auf einem Felssporn im Eifgenbachtal | 10./11. J. |                  | 1               |
|                | Ehemaliges Hammerwerk Bökershammer mit Reckhammer |                               |                                                                                      |            |                  | 2               |
|                | Wehr der alten Burscheider Talsperre im Eifgental |                               |                                                                                      |            |                  | 3               |